# اونا (ایلینوی)
اونا (به انگلیسی: Avena) یک منطقهٔ مسکونی در ایالات متحده آمریکا است که در شهرستان فایتی، ایلینوی واقع شده است. اونا ۱۷۸٫۰۱ متر بالاتر از سطح دریا واقع شده است.